# Лампертслок
Лампертслок (фр. Lampertsloch) — коммуна на северо-востоке Франции в регионе Гранд-Эст (бывший Эльзас — Шампань — Арденны — Лотарингия), департамент Нижний Рейн, округ Агно-Висамбур, кантон Рейшсоффен.
Площадь коммуны — 10,43 км², население — 695 человек (2006) с тенденцией к росту: 731 человек (2013), плотность населения — 70,1 чел/км².

## Население
Население коммуны в 2011 году составляло 711 человек, в 2012 году — 722 человека, а в 2013-м — 731 человек.
| 1962 | 1968 | 1975 | 1982 | 1990 | 1999 | 2006 | 2008 | 2011 | 2012 | 2013 |
| ---- | ---- | ---- | ---- | ---- | ---- | ---- | ---- | ---- | ---- | ---- |
| 657  | 675  | 703  | 701  | 680  | 644  | 695  | 698  | 711  | 722  | 731  |

Динамика населения:

## Экономика
В 2010 году из 446 человек трудоспособного возраста (от 15 до 64 лет) 334 были экономически активными, 112 — неактивными (показатель активности 74,9 %, в 1999 году — 70,2 %). Из 334 активных трудоспособных жителей работали 314 человек (180 мужчин и 134 женщины), 20 числились безработными (7 мужчин и 13 женщин). Среди 112 трудоспособных неактивных граждан 32 были учениками либо студентами, 38 — пенсионерами, а ещё 42 — были неактивны в силу других причин.